# Criação coletiva
Criação coletiva é o processo de construção de espetáculo teatral, em que o texto é construído a partir do grupo de montagem da peça, ou constrói-se um espetáculo a partir de um texto preexistente filtrando-o através de um processo improvisacional ou de um trabalho de mesa que tenha uma preocupação cênica muito peculiar do grupo. Para isso utiliza-se intensamente, num processo de pesquisa, o imaginário dos atores, o repertório pessoal de cada um, os processos inconscientes e  consciente. O resultado de um processo desses é imprevisível e esta prática admite níveis de hierarquia mesmo que a contribuição de cada um seja considerada tão importante quanto qualquer outra, pois num processo desses a fonte dos elementos utilizados vêm do corpo e da presença do ator. Essa característica de enfatizar a movimentação, o gestual descritivo, os achados que se fazem numa improvisação etc, não é à toa, o participante por ser o criador tem como meio de expressão mais fino, útil e representativo o meio espacial, o gestual. No Brasil há vários grupos que utilizam essa técnica de montagem tal como o'' Teatro da Vertigem''. Mas os grupos que utilizaram essa forma de criação como instrumento de ruptura foram os grupos Asdrubal Trouxe o Trombone do Rio de Janeiro, O Teatro do Ornintorrinco de São Paulo, Mambembe, Ventoforte e Pod Minoga na década de 1970 e 1980.  
Uma grande teatróloga ligada a criação coletiva é a diretora francesa "Ariane Mnouchkine '' apesar de esse tipo de criação ter tido muito mais espaço na América Latina e não na França.